# Kolanı (Hacıqabul)
Kolanı è un comune dell'Azerbaigian situato nel distretto di Hacıqabul. Conta una popolazione di 1 944 abitanti.